# Guillermo III de Aquitania
Guillermo III (del francés: Guillaume III de Poitiers), llamado por el color de su cabello Cabeza de estopa (en francés: Tête d'étoupe, en latín: Caput Stupe  (Poitiers, 910 o 915-Saint-Maixent-l'École,  Deux-Sèvres, 3 de abril de 963), fue un noble medieval francés de la casa de Poitiers, desde 959 «conde del ducado de Aquitania» y desde 962 duque de Aquitania  hasta su muerte. También fue desde 934 conde de Poitiers (como Guillermo I) y, desde 950, conde de Auvernia. Sucedió a su padre Ebles Manzer (870-935). Las fuentes principales de su reinado son Adémar de Chabannes, Dudo de Saint-Quentin y Guillermo de Jumièges.
Guillermo nació en Poitiers, hijo de Ebles Manzer y de Emilienne. Reclamó el ducado de Aquitania a la muerte de su padre, pero la cancillería real no reconoció su título ducal hasta el año antes de su propia muerte.
Poco después de la muerte de Raúl I, rey de Francia, en 936, el nuevo rey Luis IV de Francia (Luis de Ultramar) le obligó a renunciar a alguna de sus tierras en favor de Hugo el Grande, conde de París, que contribuyó a que regresara de Inglaterra y que al poco será su principal oponente. Fiel a Luis IV, Guillermo aceptó la cesión y a cambio obtuvo el cargo de abad de Saint-Hilaire-le-Grand, cargo que permaneció unido al condado de Poitiers después de su muerte. Sin embargo, su relación con Hugo se deterioró a partir de entonces.
En el año 942 concluyó una estrecha alianza con Alain Barbetorte, duque de Bretaña, a cambio de ayuda militar, a quien concedió al sur del Loira los pagi de Mauges, Tiffauges y Herbauges.
En 950, Hugo -que ya se había reconciliado con Luis IV- obtuvo de éste los ducados de Borgoña y Aquitania. Hugo trató de conquistar Aquitania con la ayuda de Luis, pero Guillermo los derrotó a ambos. Luis IV falleció en 954 y Lotario de Francia, su sucesor, temía el poder de Guillermo. En agosto de 955 se unió de nuevo a Hugo para asediar Poitiers, que resistió con éxito.
Después de la muerte de Hugo el Grande en junio de 956, su hijo, Hugo Capeto, con tan solo quince años y que llegaría ser rey de Francia en 987, fue nombrado duque de Aquitania, pero nunca trató de tomar posesión de su feudo, ya que Guillermo se había reconciliado con Lotario.
Guillermo se preocupó por las letras y construyó una librairie (biblioteca) ducal en el palacio de Poitiers.

## Antecedentes familiares, matrimonio y descendientes
Su padre fue el duque de Aquitania, Ebles Manzer, que ya era un hombre de mediana edad cuando él nació, aproximadamente en el año 913. Según la crónica de Ademar de Chabannes, su madre era hija de Rollo de Normandía. Por otro lado, el menos fiable Dodo tiene al mismo Guillermo III casándose hacia 936 con una hija de Rollo. La dama (más probablemente su madre) era Geirlaug (en gaélico, Gerloc).
Guillermo III se casó con una mujer llamada o rellamada Adèle, tal vez hacia 936, lo que podría haber sido un encuentro organizado por Guillermo I de Normandía para él. Con su esposa Adèle, tuvo al menos un hijo, cuya filiación está claramente atestiguada:
- Guillermo (935-993), conocido como Brazo de hierro, su sucesor y posterior duque de Aquitania. Abdicó y se retiró a la abadía de Saint-Cyprien, en Poitiers, dejando el gobierno a su hijo.

Muchas genealogías aceptan la alta probabilidad de que tuviera también una hija:
- Adelaida de Aquitania (952-1004), una princesa que se casó con Hugo Capeto, rey de Francia.

Pero su parentesco no está seguramente testimoniado en la documentación de su época, aunque se considera sólo como una posibilidad factible por la moderna literatura genealógica.
| Predecesor: Acfredo de Aquitania | Duque de Aquitania 959-963 | Sucesor: Guillermo IV de Aquitania (y II de Poitiers) |
| Predecesor: Ebles Manzer         | Conde de Poitiers 934-963  | Sucesor: Guillermo II de Poitiers (y IV de Aquitania) |